# Länsväg 346
De Zweedse weg 346 (Zweeds: Länsväg 346) is een provinciale weg in de provincies Jämtlands län en Västernorrlands län in Zweden en is circa 66 kilometer lang.

## Plaatsen langs de weg
- Junsele
- Backe
- Rossön
- Hoting

## Knooppunten
- Riksväg 90 bij Junsele (begin)
- Länsväg 331 bij Backe
- E45 bij Hoting (einde)